# Renato Vianna
Renato Viana Ribas (São Paulo, 29 de março de 1994) é um cantor e compositor brasileiro. Em 2010 se tornou conhecido ao participar do quadro Jovens Talentos, do Programa Raul Gil, onde ficou em segundo lugar. Em 2011 lançou seu primeiro álbum, Para Sempre e, em 2013, o segundo, intitulado Estrangeiro. No mesmo ano participou do DVD da banda Rosa de Saron, intitulado como "Latitude, Longitude." Em 2015 venceu a quarta temporada do show de talentos The Voice Brasil transmitido pela Rede Globo, e lançou a compilação Antes Que Ele Volte pela Som Livre.

## Carreira

### 2010–15: Início eThe Voice Brasil
Em 2010 Renato se inscreveu no quadro de calouros Jovens Talentos, no Programa Raul Gil, originalmente na Rede Bandeirantes e posteriormente transferido para o SBT. No decorrer das semanas interpretou algumas canções brasileiras e internacionais, incluindo "Have You Ever Really Loved a Woman?", de Bryan Adams, "Billie Jean", de Michael Jackson, "Far Away" e "Never Gonna Be Alone", de Nickelback, "I Don't Want To Miss A Thing", de Aerosmith", "Light On", de David Cook, "Without You", de Silverchair, e "Endless Love", de Lionel Richie e Diana Ross. Renato chegou a final, mas acabou ficando em sétimo lugar na classificação geral, quando a vencedora foi Brenda dos Santos. Em 2011 lança seu primeiro álbum, intitulado de Para Sempre, lançado de forma independente. Em 2012 venceu a competição musical da empresa Nextel cantando "João de Barro", de Leandro Léo, no qual quem tivesse o vídeo de inscrição mais assistido subiria ao palco com Maria Gadu. Em 9 de setembro do mesmo ano lançou seu primeiro single, "Onde Você Está", em parceria com a cantora Bruna Rocha, que havia participado com ele do Jovens Talentos. A faixa é uma versão de "Need You Now", da banda Lady Antebellum. Em 2013 assinou com a Som Livre e lançou em 29 de Julho o álbum Estrangeiro. Em 2015, a Som Livre compila os maiores sucessos de seus dois discos anteriores e intitula como "Antes que Ele Volte", exclusivamente para o digital.
Em 2015 Renato se inscreveu para a quarta edição do show de talentos The Voice Brasil transmitido pela Rede Globo. Renato teve sua primeira apresentação televisionada em 15 de outubro com "When a Man Loves a Woman", de Percy Sledge, conquistando o voto positivo unânime dos quatro jurados, dos quais ele escolheu Michel Teló como seu técnico e mentor. Na segunda fase ele cantou "I'm Not The Only One"  de Sam Smith em dueto com Marcelo Archetti, vencendo a batalha. Devido Teló ter o escolhido para avançar direto de fase, Renato não se apresentou na Rodada de Fogo. Nas rodadas de apresentações ao vivo, se apresentou com "Billie Jean" de Michael Jackson e "Oh! Darling" de The Beatles, avançando devido ao voto do público em ambas as apresentações. Na semifinal ele apresentou "Who Wants to Live Forever", da banda Queen, e avançou para a final do programa com a maior pontuação entre os participantes. Em 25 de dezembro de 2015, Renato venceu o programa ao derrotar  Ayrton Montarroyos, Junior Lord e Nikki com 56% dos votos, assinando contrato com a gravadora Universal, gerenciamento de carreira e prêmio de R$500,000.
| Episódio (data de transmissão)                    | Música                                                 | Ordem | Notas                                          |
| ------------------------------------------------- | ------------------------------------------------------ | ----- | ---------------------------------------------- |
| Audições às Cegas (15 de Outubro)                 | "When a Man Loves a Woman"                             | 6     | Todas as cadeiras viradas Escolheu Michel Teló |
| Batalhas (5 de Novembro)                          | "I'm Not The Only One" (vs. Marcelo Archetti)          | 3     | Salvo pelo Técnico                             |
| Shows Ao Vivo - Oitavas de Final (3 de Dezembro)  | "Billie Jean"                                          | 1     | Salvo pelo público com 55%                     |
| Shows Ao Vivo - Quartas de Final (10 de Dezembro) | "Oh! Darling"                                          | 16    | Salvo pelo público com 52%                     |
| Shows Ao Vivo - Semifinal (17 de Dezembro)        | "Who Wants to Live Forever"                            | 6     | Maior pontuação, 98 pontos                     |
| Shows Ao Vivo - Final (25 de Dezembro)            | "Óculos" (com Ayrton Montarroyos, Júnior Lord e Nikki) | 1     | Campeão (56% dos votos)                        |
| Shows Ao Vivo - Final (25 de Dezembro)            | "A Minha Vida (My Way)" (com Michel Teló)              | 2     | Campeão (56% dos votos)                        |
| Shows Ao Vivo - Final (25 de Dezembro)            | "Por Enquanto"                                         | 8     | Campeão (56% dos votos)                        |

### 2016–presente:Sua Arte
Após vencer a quarta edição do The Voice Brasil em 2015, Vianna assinou contrato com a Universal Music Brasil. Em abril de 2016 ele lançou seu EP Açúcar. Em novembro do mesmo ano ele lançou o álbum Sua Arte que tira o artista do cenário gospel e traz para o pop sertanejo, contando ainda com participações de Michel Teló e da dupla Fernando & Sorocaba.

## Características artísticas
Renato é vocalmente classificado como Baritenor e possui a extensão vocal de 2 oitavas e 3 notas que se estendem de um Sí Bemol na Segunda Oitava (Bb2) ao Ré na Quinta Oitava (D5).

## Discografia

### Álbuns de estúdio
| Álbum               | Detalhes                                                                                      |
| ------------------- | --------------------------------------------------------------------------------------------- |
| Para Sempre         | - Lançamento: 13 de agosto de 2011 - Formatos: CD, download digital - Gravadora: Independente |
| Estrangeiro         | - Lançamento: 29 de julho de 2013 - Formatos: CD, download digital - Gravadora: Som Livre     |
| Antes que Ele Volte | - Lançamento: 25 de dezembro de 2015 - Formatos: CD, download digital - Gravadora: Som Livre  |
| Sua Arte            | - Lançamento: 4 de novembro de 2016 - Formatos: CD, download digital - Gravadora: Universal   |

### Extended plays(EPs)
| Álbum  | Detalhes                                                                                 |
| ------ | ---------------------------------------------------------------------------------------- |
| Açúcar | - Lançamento: 4 de abril de 2016 - Formatos: EP, download digital - Gravadora: Universal |

### Singles
| Ano  | Título                             | Melhores posições | Álbum                         |
| Ano  | Título                             | BRA               | Álbum                         |
| ---- | ---------------------------------- | ----------------- | ----------------------------- |
| 2012 | "Onde Você Está" (com Bruna Rocha) | —                 | Não adicionado à nenhum álbum |
| 2016 | "Açúcar"                           | 36                | Sua Arte                      |

### Outras aparições
| Canção              | Ano  | Outro(s) artista(s) | Álbum                 |
| ------------------- | ---- | ------------------- | --------------------- |
| "Aurora"            | 2013 | Rosa de Saron       | Latitude, Longitude   |
| "Revolução do Amor" | 2015 | DJ Ricardo Medina   | A Essência            |
| "Lonely"            | 2021 | Guilherme de Sá     | Live 3 - Summer Beats |

## Filmografia
| Ano  | Título            | Personagem               | Nota                      |
| ---- | ----------------- | ------------------------ | ------------------------- |
| 2010 | Programa Raul Gil | Ele mesmo / Participante | Quadro: "Jovens Talentos" |
| 2015 | The Voice Brasil  | Ele mesmo / Participante | Temporada 4               |